# MV Tygra
Az MV Tygra (korábban Maersk Alabama és Alva Maersk) egy, az Element Shipmanagement SA tulajdonában álló konténerszállító hajó.
Korábban a külföldi bejegyzéstől függetlenül a dán Maersk vállalat színeit viselte, azaz világoskék hajótestet és bézs felépítményt. A hajót 2009-ben Szomália partjainál kalózok elrabolták, a legénységét pedig túszként tartották fogva. 2009-ben egy másik, sikertelen elrablási kísérlet is történt a hajó ellen.

## Története
Az Alva Maersk konténerszállító hajót a tajvani Keelung városában építette a China Shipbuilding Corporation. A konténerszállító vízre bocsátására 1998-ban került sor, melyet követően a hajót Alva Maersk néven, dán felségjelzés alatt jegyezték be. 2004-ben a hajót átkeresztelték Maersk Alabama névre, és felségjelzése is amerikai lett, mivel az üzemeltető a virginiai Norfolkban működött. Pályafutása során a hajó több incidensbe is belekeveredett, de továbbra is szolgálatot teljesít a Maersk hajózási társaság Kelet-afrikai részlegénél. Leggyakrabban a Mombasa (Kenya)-Szalála (Omán)-Dzsibuti-Mombasa (Kenya) útvonalon közlekedik.
2016-ban a hajót az Element Shipmanagement SA vásárolta meg, és az MV Tygra névre keresztelték át.

### 2004-es lefoglalása
2004-ben a hajót Kuvaitban lefoglalták, miután egy csalási ügy áldozatává vált. A tulajdonos, A. P. Moller-Maersk Group 2005-ben a New York-i bírósághoz benyújtott iratai szerint a vállalatot több millió dollár értékben verték át Kuvaitban élő csalók. A csalás során kis értékű szállítmányt, hamis hajóraklevéllel nagy értékű szállítmányként tüntettek fel, majd a hajózási társaságot beperelték az – egyébként nem is létező – áru elvesztése miatt. A csalás kiötlői elérték hogy az Alva Maersket Kuvaitban tartsák biztosítékként. A hajót 2004 áprilisában engedték el, miután az A. P. Moller-Maersk Group kiváltotta a hajót 1,86 millió dollárért.

### 2009. áprilisi elfoglalási kísérlet
2009. április 7-én az Egyesült Államok Tengerészeti Igazgatósága – a NATO tanácsait megfogadva – azt javasolta a hajóknak, hogy Szomália partjaitól legalább 1100 km-re hajózzanak. Másnap, április 8-án négy szomáliai kalóz a Maersk Alabama fedélzetére lépett, mikor az 440 km-re délkeletre haladt a szomáliai Eyl kikötővárostól. A konténerszállító hajó 20 fős legénységével épp a kenyai Mombasába tartott. A hajó 17 000 tonna rakományt szállított, melynek valamivel kevesebb mint harmada – mintegy 5000 tonna – Szomáliába, Ugandába és Kenyába küldött segélyszállítmány volt.

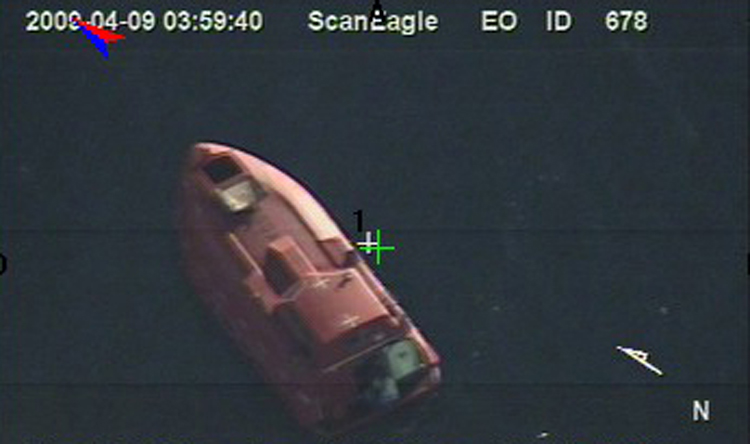
A 8,5 méter hosszú mentőcsónak, amin Phillips kapitány és az őt túszul ejtő négy kalóz menekült. A képet az amerikai haditengerészet Scan Eagle felderítő drónja készítette.

Mike Perry főgépész elmondása szerint a gépészek nem sokkal a kalózok fedélzetre lépését követően elsüllyesztették azok motorcsónakját. A kormánylapát folyamatos mozgatásával a Maersk Alabama összetörte a nála jóval kisebb csónakot. Amikor a kalózok átmásztak az Alabamára, a legénység nagy része bezárta magát a motortérbe, amíg a kapitány és a legénység két tagja a hídon maradt. Ezt követően a gépészek a motortérből átvették a hajó irányítását, kiiktatva a hídon lévő kezelőszerveket, így a kalózok nem tudták működtetni a hajót. Később a legénység tagjai – kihasználva számbeli fölényüket – megtámadták és elfogták az egyik kalózt, Abduwali Musét, valamint kiszabadították egyik matróztársukat, Abu Thair Mohd Zahid Rezát. A feszültté vált kalózok ekkor úgy döntöttek, hogy az egyik mentőcsónakban elhagyják a hajót, de túszként magukkal viszik Richard Phillips kapitányt is. Az Alabama legénysége megpróbálta elcserélni a 12 órával korábban elfogott kalózt Phillips kapitányért. A legénység így elengedte a fogva tartott kalózt, de a szomáliaiak nem voltak hajlandóak visszaadni a kapitányt. Mivel, a kisebb és gyorsabb csónakokból kifogyott az üzemanyag, a kalózok a hajó lassabb, fedett mentőcsónakjával menekültek el, magukkal víve a kapitányt. A meneküléshez használt csónakban tíznapi élelem, ivóvíz, és egyéb túlélő eszközök voltak.
Április 8-án az amerikai USS Bainbridge rombolót és az USS Halyburton fregattot értesítették a túszhelyzetről, így azok az Ádeni-öböl felé vették az irányt. A hadihajók április 9. reggelén érték el a Maersk Alabamát. Ezt követően a konténerszállító fegyveres kíséret mellett folytatja útját eredeti állomása, Mombasa felé, Shane Murphy elsőtiszt parancsnoksága alatt. Április 11-én, szombaton, a továbbra is amerikai katonai kísérettel haladó hajó megérkezett a mombasai kikötőbe. A megérkezést követően Murphy elsőtisztet felváltotta Larry Aasheim kapitány, aki már korábban is a Maersk Alabama kapitánya volt, amíg a kalóztámadás előtt nyolc nappal Phillips kapitány fel nem váltotta őt. A kikötőbe érkezéskor egy 18 fős biztonsági alakulat is volt már a hajón, melyet az FBI nem sokkal később lefoglalt, mint a bűntény helyszínét.

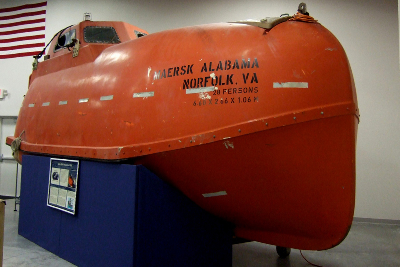
A Maersk Alabama mentőcsónakja, melyben a szomáliai kalózok fogva tartották Phillips kapitányt 2009-ben, ma a Nemzeti Navy SEAL Múzeumban van kiállítva.

Április 9-én patthelyzet alakult ki a Bainbridge és a Maersk Alabama mentőcsónakjában menekülő, Phillips kapitányt fogva tartó kalózok közt. Három nappal később, április 12-én a Haditengerészet mesterlövészei tüzet nyitottak a csónakra és végeztek az ott tartózkodó három kalózzal, majd kiszabadították a jó állapotban lévő kapitányt. A Bainbridge kapitánya, Frank Castellano, Barack Obama elnök előzetes jóváhagyásával rendelte el az akciót, miután megbizonyosodtak róla, hogy Richard Phillips élete közvetlen veszélyben van (a kalózok AK-47 gépkarabélyokat tartottak a hátához). A Bainbridge tatján elhelyezkedő Navy SEAL mesterlövészek fejlövéssel iktatták ki a három kalózt (Ali Aden Elmit, egy Hamac vezetéknevűt, és egy ismeretlent). A negyedik kalóz, Abduwali Muse ekkor épp az amerikai romboló fedélzetén volt, és Phillips kapitány elengedéséről tárgyalt, valamint a Maersk Alabama elfoglalásakor szerzett sérüléseit kezelték. Muse, társai halála után megadta magát és őrizetbe vették. Az elfogott kalóz szülei kegyelmet kértek fiuknak, aki elmondásuk szerint még csak 15-16 éves volt a bűncselekmény idején, de a bíróság azt állapította meg, hogy az elkövető nem volt már fiatalkorú, így felnőttként kezelendő. Abduwali Muse később beismerte bűnösségét, és több mint 33 év börtönbüntetésre ítélték.
A mentőcsónak, melyben Phillips kapitányt elrabolták jelenleg a Nemzeti Navy SEAL Múzeumban van kiállítva a floridai Fort Pierce-ben. A múzeumban egy, az incidens során megfigyelésre használthoz hasonló, Scan Eagle felderítő drón is ki van állítva.
2013-ban az incidensről filmet készítettek, Phillips kapitány címmel.

### 2009. novemberi kalóztámadás
2009. november 18-án, reggel 6:30-kor a Maersk Alabama 650 km-re keletre hajózott Szomália partjaitól, mikor négy, csónakkal közelítő, automata fegyverrel felszerelt kalóz tüzet nyitott a hajóra. A támadás meghiúsult, miután a hajó biztonsági őrei kézi- és akusztikus fegyverekkel viszonozták a tüzet. Mindezt követően egy Dzsibutiban állomásozó űrrepülő a helyszínre repült, valamint egy EU-s hajó is átkutatta a térséget.

### 2010. szeptemberi kalózfenyegetés
2010. szeptember 29-én az Alabamát AK-47 gépkarabélyokkal felfegyverkezett szomáliai kalózok vették üldözőbe. A hajón szolgáló biztonsági egységek – kb. 1500 km-re keletre a szomáliai partoktól – visszaverték a csónakkal támadó 5 kalóz támadását. Az incidensre csak egy 2010. novemberi CNN riportban derült fény.

### 2011. márciusi elrablási kísérlet
2011. március 8-án a hajót ismét kiszemelték a szomáliai kalózok. A Maersk Alabama fedélzetén lévő biztonsági alakulat figyelmeztető lövéseinek hatására viszont a támadók inkább visszavonultak.

### 2011. májusi elrablási kísérlet
2011. május 14-én éjfélkor a Maersk Alabama nyugat felé haladt nemzetközi vizeken, amikor egy csónak – öt kalózzal a fedélzetén – megközelítette a hajót a tat jobb oldala felől. A csónak gyorsan a konténerszállító 30 méteres közelébe került, és a kalózok már az átszálláshoz használandó horoglétráikat készítették, mikor a hajón lévő biztonsági csapat két lövést adott le a kalózok csónakjára. Ezt követően a támadók leváltak a hajóról és 10 perc múlva már radartávolságon kívülre is kerültek.

## Fordítás
Ez a szócikk részben vagy egészben  a   MV Tygra című angol Wikipédia-szócikk ezen változatának fordításán alapul.  Az eredeti cikk szerkesztőit annak laptörténete sorolja fel. Ez a jelzés csupán a megfogalmazás eredetét és a szerzői jogokat jelzi, nem szolgál a cikkben szereplő információk forrásmegjelöléseként.

## Külső hivatkozások
- Hijackers on Cargo Ship: 'They Ran' – Associated Press on YouTube (Angol)
- U.S. Crew Re-Captures Ship From Pirates at ABC News (Angol)
- https://www.marinetraffic.com/en/ais/details/ships/shipid:428420/imo:9164263 (Angol)